# Партія влади
Партія влади — політична сила, політична партія, яка за умов парламентської республіки і пропорційної виборчої системи здобула право на формування уряду.
У політичному лексиконі це визначення часто застосовується для позначення політичних інтересів державно-бюрократичного апарату, які не є формально оформленими в окрему партію, однак можуть здійснювати (і здійснюють) істотний вплив на політичний процес.